# Oscar Furlong
Oscar Alberto Furlong (Buenos Aires, 22 de octubre de 1927-11 de junio de 2018) fue un baloncestista argentino. 

## Carrera
Fue conocido por ser uno de los jugadores más importantes de la selección argentina que ganó el primer Campeonato Mundial en 1950 realizado en su país, en el que además fue MVP del torneo. Además ganó el Mundial Universitario de Dortmund 1953. 
En 1953, actuó como él mismo en el filme En cuerpo y alma dirigida por Leopoldo Torres Ríos. 
Oscar obtuvo también dos medallas de plata en los Juegos Panamericanos de 1951 y 1955.
Posteriormente se dedicó al tenis, siendo capitán del equipo de Copa Davis de Argentina entre 1966 y 1977, así como dirigente de la Asociación Argentina de Tenis.
Recibió el Premio Konex de Platino en 1980 como el baloncestista más importante de la historia en Argentina hasta ese momento.
Desde 2007 está en el Salón de la Fama FIBA.